# Allgemeines Krankenhaus Celle
Das Allgemeine Krankenhaus Celle (AKH Celle) in Niedersachsen ist eine Einrichtung der gleichnamigen Stiftung und sichert die medizinische Grundversorgung vor allem für die Bevölkerung vom Landkreis Celle.

## Geschichte

### 19. Jahrhundert
Nach vielen Vorarbeiten des Gründungskomitees wurde das Allgemeine Krankenhaus zu Celle im Jahr 1846 mit 19 Betten und einer Pritsche für Krätzkranke eröffnet. Wegen der steigenden Nachfrage musste 1855 die Bettenzahl auf 50 erhöht werden. 1896 gewann die Klinik den Landkreis und die Stadt Celle als wichtigste Partner und verbesserte dadurch die Gesundheitsversorgung der Region.

### 20. Jahrhundert
Wegen der starken Zunahme der Patientenzahlen musste direkt neben dem bisherigen Haus ein im Jahr 1900 eröffneter Neubau errichtet werden. Mehrere Spenden ermöglichten 1907 den Bau eines neuen Isolierhauses und die Anschaffung eines Röntgengeräts der ersten Generation. Der Südflügel vom Klinikum wurde 1914 fertiggestellt und diente im Ersten Weltkrieg als Reserve-Lazarett.
Viele Zuschüsse des Landkreises und der Stadt Celle verhinderten 1923 die wegen der Inflation drohende Schließung des Hospitals. 1927 erfolgte der Zusammenschluss des AKH Celle mit der 1907 errichteten Kinderklinik mit dem neuen gemeinsamen Namen „Vereinigte Celler Krankenhäuser“. 1928 entstand ein Isolierhaus, das heute als Personalwohnheim dient.
Zu Beginn des 2. Weltkriegs 1939 hatte das AKH Celle 200 Betten und das Kinderkrankenhaus 120 Betten. In den folgenden Jahren mussten zusätzlich einige Hilfskrankenhäuser errichtet werden, sodass 1945 beim Kriegsende 450 bis 500 Betten zur Verfügung standen. Zur Verbesserung der Rentabilität wurden 1949 einige doppelt existierende Hauptabteilungen sowie die Wäschereien vom AKH Celle und vom Kinderhospital zusammengelegt. 1954 erhielt der Klinikverbund den aktuellen Namen „Allgemeines Krankenhaus Celle“. 1956 entstanden ein neues Schwesternwohnheim, 1957 eine Strahlen-Therapie-Abteilung, 1961 zwei neue Kinderstationen und ein Wirtschaftsgebäude, 1964 ein zusätzliches Bettenhaus sowie 1972 ein Personalwohnheim mit 29 Appartements. In den folgenden Jahren wurden die Abteilungen Anästhesie, Nuklearmedizin sowie Intensivmedizin gegründet und neue diagnostische Geräte angeschafft.
1974 erfolgte die Integration der Landesfrauenklinik Celle in das AKH sowie die Einrichtung eines Herzkatheterlabors und einer neuen Pfarrstelle für die Krankenhausseelsorge. Die Bettenzahl stieg auf 676. Im Jahr 1979 konnte der Hubschrauberlandeplatz auf dem Dach des Erweiterungsbaus eingeweiht und 1981 ein Notarztwagen mit Fahrer vom Deutschen Roten Kreuz dauerhaft stationiert werden. 1982 war die Eröffnung der Abteilungen Neurologie und Urologie. 1984 wurde der erste Computertomograph, 1993 ein Kernspintomograph sowie 1995 ein neuer Computertomograph angeschafft und in Kooperation mit niedergelassenen Radiologen betrieben. 1984 gab es 760 Betten und 1988 war die Tiefgarage mit 198 Stellplätzen fertig.
Im Jahr 1996 bestand das AKH 150 Jahre. 1999 verringerte sich die Bettenzahl auf 700 und das Sozialpädagogische Zentrum und die Stroke Unit konnten eröffnet werden.

### 21. Jahrhundert
Im Jahr 2000 begrenzte das Niedersächsische Ministerium für Frauen, Arbeit und Soziales die Zahl der Betten auf 691 und schrittweise in den folgenden Jahren auf 596 Planbetten. Im Jahr 2001 bekam das Hospital ein eigenes Rechenzentrum und die Küche vom AKH begann, mehrere andere Institutionen in Celle mit Essen zu versorgen. 2003 übernahm das AKH Celle die Geschäfte des Krankenhauses Peine.
2006 konnte die neue Immanuel-Kapelle in einem Gottesdienst eingeweiht werden. Für den Ausbau investierte das AKH in den folgenden Jahren zweistellige Millionenbeträge. Ab 2009 übernahm ein neuer dreiköpfiger hauptamtlicher Vorstandsrat aus den Bereichen Medizin, Pflege und Ökonomie die Leitung des AKH Celle. Dabei fungierten vor allem Vertreter des Landkreises und der Stadt Celle als Aufsichtsrat.
2010 wurde das Hospital St. Josef-Stift (mit 92 Betten) in das bisherige AKH Celle (mit 606 Betten) integriert und für beide Standorte der gemeinsame Name „Allgemeines Krankenhaus Celle“ festgelegt. Die Bettenzahl verringerte das Ministerium schrittweise auf insgesamt 635.
Am Siemensplatz erfolgte 2013 die Grundsteinlegung und 2016 die feierliche Eröffnung des Neubaus vom AKH Celle. Ab 2020 waren der Landkreis und die Stadt Peine die neuen Gesellschafter des Klinikums Peine. 2021 feierte das AKH Celle den 175-jährigen Geburtstag wegen der Corona-Pandemie nur im kleinen Kreis.
Mit aktuell 614 Betten gehört das AKH Celle zu den großen deutschen Hospitälern. Jährlich werden weit über 24.000 Patienten stationär und 50.000 ambulant von mehr als 250 Ärzten und 560 Pflegekräften behandelt (Stand: 8. November 2024).  Das Hospital mit seinen rund 2.000 Mitarbeitern ist einer der größten Arbeitgeber in der Region Celle. Außerdem fungiert das AKH Celle als Akademisches Lehrkrankenhaus der Medizinischen Hochschule Hannover.
Im Rahmen einer Millioneninvestition schloss das AKH Celle 2024 eine Technologiepartnerschaft mit GE HealthCare, bei der auch Künstliche Intelligenz zum Einsatz kommt.  Für die neu installierten 26 bildgebenden Großgeräte in den Abteilungen Radiologie, Kardiologie, interventionelle Radiologie, Gastroenterologie, Urologie und Unfallchirurgie übernimmt GE HealthCare die Bereitstellung, den Support und den Vollservice. In einem neu gebauten Gebäude sollen dabei auch 2025 zwei moderne Computertomographen (CT) und 2026 zwei Magnet-Resonanz-Tomographen (MRT) in Betrieb genommen werden.

## Fachbereiche
Das AKH Celle umfasst die nachfolgend aufgeführten Kliniken und Zentren (Stand: Februar 2025).
- Allgemein-, Viszeral- & Thoraxchirurgie
- Anästhesie & Intensivmedizin
- Beckenbodenzentrum
- Brustzentrum
- Darmkrebszentrum
- Gastroenterologie
- Gefäßchirurgie & Gefäßzentrum
- Geriatrie & Neurogeriatrie
- Gynäkologie & Geburtshilfe
- Kardiologie
- Kinder- & Jugendmedizin
- Laboratoriumsmedizin
- Neurologie
- Neurotraumatologie
- Orthopädie
- Pankreaszentrum
- Pathologie
- Pneumologie
- Radiologie
- Robotische Chirurgie
- Sozialpädiatrisches Zentrum
- Strahlentherapie
- Traditionelle Chinesische Medizin
- Unfallchirurgie
- Urologie & Kinderurologie
- Wirbelsäulenzentrum
- Zentrale Notaufnahme